# Indefatigable (Schiff, 1943)
Die Indefatigable, auch HMS Indefatigable, war einer von zwei Flugzeugträger der Implacable-Klasse, die für die Royal Navy im Zweiten Weltkrieg gebaut wurden. Die Klasse war eine Weiterentwicklung der Illustrious-Klasse und hatte einen vergrößerten Hangar für 72 Flugzeuge gegenüber 36 Flugzeugen bei der Illustrious-Klasse. Im Jahre 1944 fertiggestellt, unternahm sie mehrere Angriffe auf das deutsche Schlachtschiff Tirpitz in Norwegen, verursachte dabei aber nur geringe Schäden. Das Schiff wurde am Ende des Jahres der British Pacific Fleet zugeordnet und griff im Januar 1945 Erdölraffinerien auf dem japanisch besetzten Sumatra an, bevor es die US-amerikanischen Streitkräfte, die sich auf eine Landung auf Okinawa vorbereiteten, verstärkte, ohne sich allerdings an der darauf folgenden Schlacht zu beteiligen. Es griff lediglich das japanische Festland im Juli und August 1945 an.
Nach Beendigung des Krieges besuchte die Indefatigable Australien, Neuseeland und Südafrika. Nachdem sie Anfang 1946 nach Hause zurückgekehrt war, wurde sie Anfang 1946 für Transportaufgaben umgerüstet und transportierte Truppen und Zivilisten, bevor sie Ende 1946 in die Reserve versetzt wurde. 1950 wurde sie wieder als Trainingsschiff in Dienst gestellt, nahm an Manövern teil und machte mehrere Besuche in Übersee. 1954 beschloss die Admiralität, dass die Indefatigable nicht mehr gebraucht wurde. Sie wurde aus der Schiffsliste gestrichen und 1956 abgewrackt.

## Entwurf und Beschreibung
Die Flugzeugträger der Implacable-Klasse wurden unter dem Marineprogramm von 1938 in Auftrag gegeben. Die britische Regierung unter Neville Chamberlain beschloss nach der Aufrüstung Deutschlands unter Hitler und Italiens unter Mussolini neben Heer und Luftwaffe auch die Royal Navy zu stärken. Das Design des Schiffes war eine verbesserte Version der Illustrious-Klasse, war zwei Knoten schneller und konnte mehr Flugzeuge an Bord nehmen. Um sich an die Bestimmungen des 2. Londoner Flottenvertrages zu halten, wurde eine Wasserverdrängung von 23.000 tons geplant. Diese Ziele konnten nur dadurch erreicht werden, dass die Panzerung verringert wurde, bei der Implacable Klasse waren es die Schotten und die Seiten der Hangars, die davon betroffen waren.
Die Indefatigable hatte eine Länge von 233,6 m (766,5 ft) über alles und 222,5 m (730 ft) in der Wasserlinie. Die Breite des Schiffsrumpfes in der Wasserlinie betrug 29,18 m (95,75 ft) bei einem Tiefgang von 8,9 m (29,33 ft) bei voller Ausrüstung. Die Besatzung der Indefatigable betrug etwa 2,300 Offiziere und Mannschaften. Bei den Maßen überschritt sie deutlich die ursprünglich vorgegebene Größe und verdrängte ausgerüstet 32.110 ts. Das 231,6 m (760 ft) lange Flugdeck hatte eine größte Breite von 27,4 m (90 ft). Der obere Hangar unter dem Flugdeck war 139,6 m (458 ft) lang, der darunter befindliche untere Hangar nur 63,4 m (208 ft); beide hatten eine maximale Breite von 18,9 m (62 ft). In ihnen war Platz für 48 Maschinen Platz geplant. Durch die Nutzung von Abstellplätzen auf dem Flugdeck war die Aufnahme von 81 Maschinen möglich. Da beide Flugzeughallen nur eine Höhe von 4,26 m (14 ft) hatten, war bei Fertigstellung die Nutzung der modernen, von den USA im Lend-Lease-Verfahren erhaltenen Corsair-Jagdflugzeuge, die 4,58 m hoch waren, nicht möglich, wie auch später die Unterbringung vieler Nachkriegsmaschinen und Hubschrauber.
Der Träger verfügte über zwei Aufzüge in der Mitte des Rumpfes. Der vordere bediente nur die obere Halle und war 13,7 × 10 m (45 zu 33 ft) groß. Der hintere Aufzug maß 13,7 × 6,7 m (45 zu 22 ft) und bediente beide Hallen. Das Flugdeck der Indefatigable und ihrer Schwester hatte eine 76-mm-(3-in)-Panzerung. Die Seiten der Flugzeughangars waren mit 37 bis 52 mm (1,5–2 in) gepanzert und hatten an den Enden 52 mm (2 in) starke Panzerschotten. Auch die Decks der Hallen waren wie die Außenseiten gepanzert. Für den Flugbetrieb verfügte die Indefatigable über einen hydraulischen Katapult im vorderen Bereich des Flugdecks. Das Schiff hatte 430.300 l Flugbenzin an Bord.
Die Indefatigable erhielt vier Parsons-Turbinen, die je eine Welle antrieben, um die geforderte höhere Geschwindigkeit zu erreichen. Den Dampf für die Turbinen erzeugten acht Admiralitäts-Kessel. Die Turbinen konnten bis zu 148.000 shp leisten, was eine Höchstgeschwindigkeit von 32,5 kn ermöglichen sollte. Bei den Abnahmetests erreichte die Indefatigable 32,06 kn bei einer Antriebsleistung von 150.935 shp. Zum Schutz hatte die Indefatigable einen Seitenpanzer von 114 mm (4,5 in), der allerdings nur den zentralen Bereich des Schiffes abdeckte. Sie hatte genügend Schweröl für eine Reichweite von 6.900 sm bzw. 12.800 km bei einer Geschwindigkeit von 20 kn an Bord.

## Bewaffnung und Elektronik

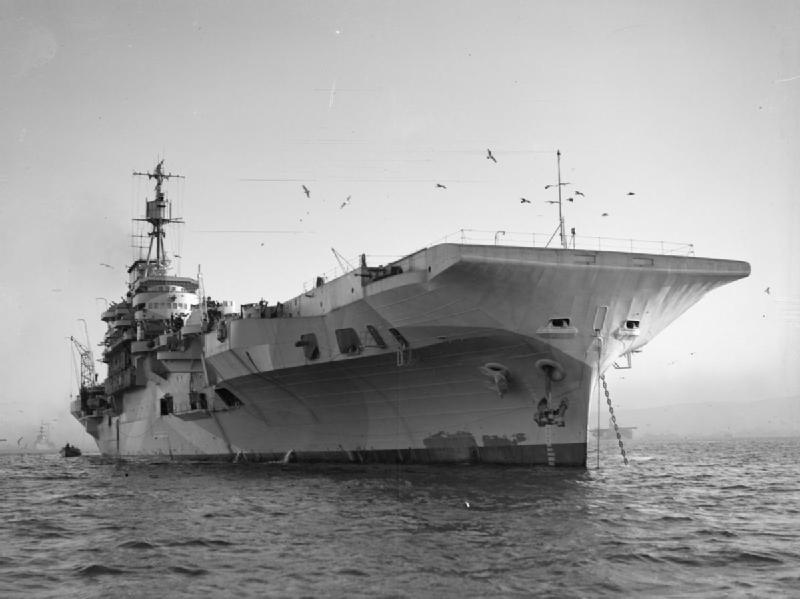
Indefatigable vor Anker

Die Artilleriebewaffnung der Indefatigable bestand aus 16 114-mm-Mehrzweckgeschützen in acht Doppeltürmen. Je vier standen auf ausladenden Plattformen auf beiden Seiten des Rumpfes. Anders als auf den vorangehenden Trägern hatten die beiden Träger der letzten Gruppe Türme mit flachen Dächern, die auf der Höhe des Flugdecks endeten. Die auch für die Bekämpfung von Seezielen geeigneten schwersten Geschütze des Trägers hatten eine Reichweite von bis zu 19 km (20760 yd). Zur leichten Flugzeugabwehrbewaffnung gehörten fünf Achtfach-2-pounder („pom-pom“)-Geschütze, von denen zwei auf dem Flugdeck vor der Insel und eins hinter der Insel standen, dazu die beiden anderen in Schwalbennestern auf der Backbordseite, auf der sich auch noch eine Vierfach-(„pom-pom“)-Lafette befand. Die maximale Reichweite dieser Waffen betrug 6200 m. Dazu waren auf dem Träger noch 19 Einzel- und 21 Zwillings-20-mm-Oerlikon Maschinenkanonen aufgestellt, die eine Reichweite von 4300 m hatten. Vor dem Einsatz im Pazifik wurden einige Oerlikons durch 40-mm-Bofors-Geschütze ersetzt, da den Oerlikons eine erfolgreiche Abwehr von Kamikaze-Angreifern nicht zugetraut wurde. Dazu erhielt der Träger noch zwei zusätzliche Vierfach-„pom-pom“. Beim Kriegsende verfügte die Indefatigable über vier einzelne Bofors sowie je 17 Zwillings-/Einzel-Oerlikons. Im April 1946 hatte das Schiff zwölf Bofors, acht Zwillings- und vierzehn Einzel-Oerlikons. Informationen über die Radarausrüstung der Schiffe der „Implacable“-Klasse sind nicht ohne Weiteres verfügbar. Sie hatten ein Type 277 Radar zur Oberflächensuche auf der Brücke und ein Type 293 Radar gegen Flugzeuge am Fockmast.

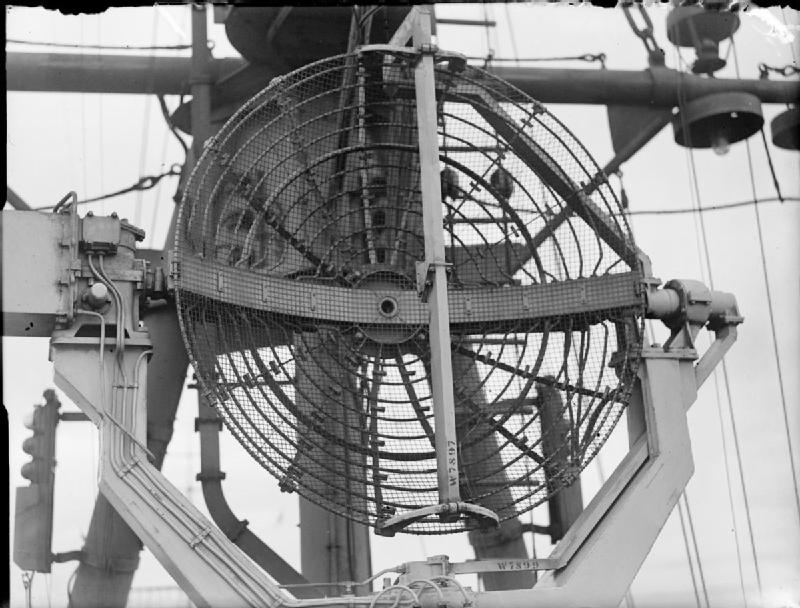
Type 277 Radar der Royal Navy

## Bau und Einsatz

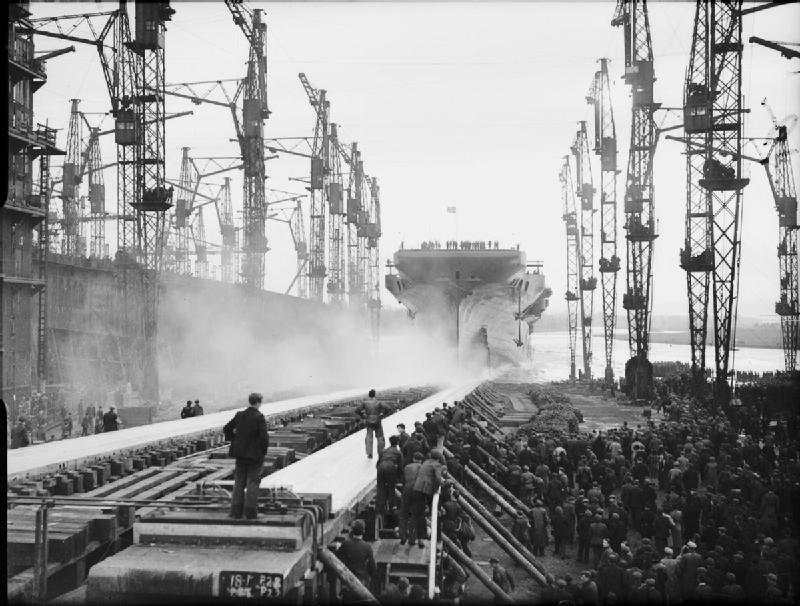
Stapellauf der Indefatigable, 8. Dezember 1942

Die Indefatigable wurde von der Firma John Brown & Company auf ihrer Werft in Clydebank am 3. November 1939 mit der Baunummer 565 auf Kiel gelegt. Der Stapellauf war am 8. Dezember 1942 und die Taufe Victoria Mountbatten. Während der Ausrüstung wurde, um den Feind zu verwirren, eine List namens Operation Bijou gestartet, die von der London Controlling Section, einer Einrichtung, die militärische Falschmeldungen schuf und deren Veröffentlichung koordinierte, initiiert wurde, wodurch der Eindruck entstehen sollte, dass die Indefatigable bereits in Dienst gestellt worden war. Ultra Entschlüsselungen zeigten, dass die Täuschung in Japan geglaubt wurde. Ob das allerdings Auswirkungen auf die japanische Kriegführung hatte, ist fraglich. Das Schiff wurde am 8. Dezember 1943 in Dienst gestellt und begann mit Probefahrten auf See, die viele Probleme offenbarten, die behoben werden mussten, und ihre formelle Fertigstellung bis zum 3. Mai 1944 verzögerten. Das Schiff wurde der Home Fleet zugeteilt und war in den nächsten Monaten unterwegs, während die Fairey Fireflies des 1770. Naval Air Squadron am 18. Mai an Bord kam. Dem Geschwader folgten im Juni die Fairey-Barracuda-Torpedobomber des 826. Naval Air Squadron.

### Norwegen
Die erste Mission der Indefatigable war ein kurzer Einsatz am 1. Juli 1944, um Luftschutz für das Passagierschiff Queen Elizabeth bereitzustellen, das amerikanische Truppen nach Großbritannien übersetzen sollte. Nach ihrer Rückkehr erhielt die „Indefatigable“ Supermarine Seafire Jäger des 887. Naval Air Squadron und die Barracudas des 820. Naval Air Squadron. Die erste Kampfmission der Indefatigable war ein Angriff auf das Schlachtschiff Tirpitz im Kaafjord am 17. Juli mit zwei anderen Trägern der Heimatflotte (Operation Mascot). Von ihr kamen 23 Barracudas und 12 Fireflies, die Barracudas griffen das Schlachtschiff an während die Fireflies die Flugabwehrstellungen an Land angriffen. Weil die Tirpitz eingenebelt wurde, war der Angriff erfolglos. Im Juli und August 1944 unternahm die Indefatigable mit anderen Trägern weitere Angriffe auf die Tirpitz, allerdings ohne dem Schlachtschiff schwerere Beschädigungen zuzufügen.

### Indischer Ozean und Pazifik

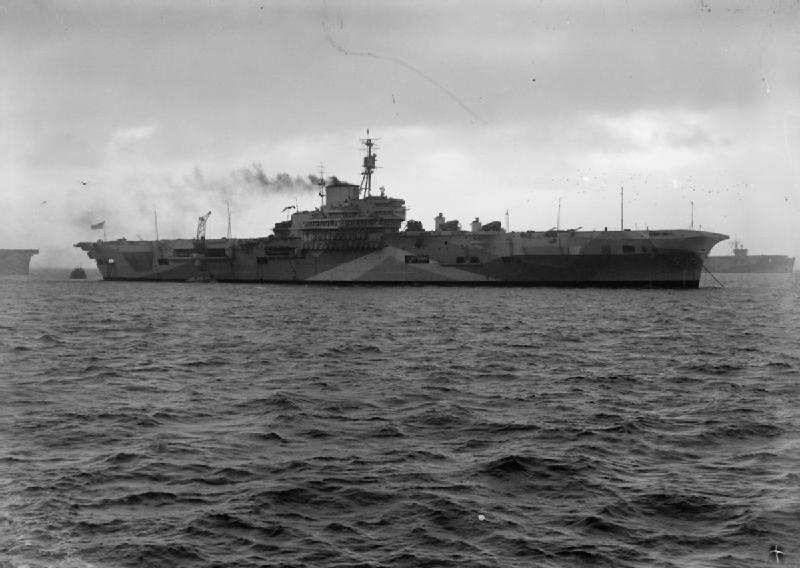
Profilansicht der Indefatigable vor Anker

Zwischen dem 28. September und dem 8. November 1944 wurde auf der Herstellerwerft eine Wartung durchgeführt und am 15. November wurde die Indefatigable das Flaggschiff der 1. Flugzeugträgergeschwaders der Royal Navy, als Konteradmiral Philip Vian seine Flagge auf dem Schiff setzte. 40 Seafires, 12 Fireflies und 21 Grumman TBF Avenger-Torpedobomber folgten am 19. November, und sie fuhr in den fernen Osten, um sich der britischen Pazifikflotte anzuschließen. Am 10. Dezember kam die Indefatigable in Colombo auf Sri Lanka (damals Ceylon) an und Vian wechselte auf die Indomitable.
Am 4. Januar führten Flugzeuge von der Indefatigable, der Indomitable und der Victorious unter dem Schutz der Kreuzer Suffolk, Ceylon, Argonaut, Black Prince sowie den Zerstörern Kempenfelt, Whelp, Wager, Grenville, Urania, Undaunted, Undine und Ursa einen Raid gegen die Ölraffinerien von Pangkalan-Brandan auf Sumatra durch, die Operation 'Lentil'. Zum Einsatz kamen Avenger-Bomber und zu deren Sicherung Hellcat- und Corsair-Jäger. Ein Flugzeug ging verloren. Am 24. Januar starteten 43 Avenger-Bomber, 12 Firefly-Jagdbomber mit Raketen und 50 Hellcat, Corsair und Seafire Jäger von den drei Trägern zum Angriff auf die Ölraffinerie von Pladjoe, nördlich von Palembang. Bei einem Verlust von 7 Maschinen durch Feindeinwirkung und 25 durch Bruchlandungen wurden 14 japanische Jäger abgeschossen und 38 am Boden zerstört. Am 29. Januar starteten in der Frühe 48 Avenger, 10 Fireflies, 24 Corsairs und 16 Hellcats zum Angriff auf die Ölraffinerien von Soengi-Gerong bei Palembang (Operation Meridien).
Nach einem Aufenthalt in Sydney im Februar 1945 fuhr die British Pacific Fleet am 18. März zum Ulithi-Atoll auf den Karolinen, um sich der 5. US-Flotte anzuschließen und an der Invasion auf Okinawa teilzunehmen. Die Briten hatten während der Operation die Aufgabe, die Flugplätze auf den Sakishima-Inseln zwischen Okinawa und Formosa (heute: Taiwan) ab dem 26. März zu neutralisieren. Die Seafire Jäger der Indefatigable hatten eine zu geringe Reichweite um die Bomber des Schiffes zu begleiten und so sorgten sie nur für Deckung gegen japanische Luftangriffe auf die Flotte. Am 1. April 1945 wurde die Indefatigable der erste britische Träger, der von einem Kamikaze getroffen wurde. Die Bombe, die er trug detonierte nicht und so waren die Schäden nicht bedrohlich für das Schiff.
Den restlichen April und den Mai verbrachte die Indefatigable mit der Luftunterstützung für die US-amerikanischen Streitkräfte auf Okinawa mit Angriffen auf Formosa und die Sakishima-Inseln. Die British Pacific Force kam am 5. Juni nach Sydney und lief drei Wochen später wieder aus. Die Indefatigable folgte erst am 7. Juli, weil ihre Maschinen eine längere Reparatur benötigte. Bis zum Kriegsende griffen die Flugzeuge der British Pacific Fleet Ziele auf Honshū und Hokkaidō an. Nach dem Waffenstillstand flogen die Flugzeuge von der Indefatigable Aufklärungsmissionen, um nach alliierten Kriegsgefangenen zu suchen, und warfen Vorräte für sie ab, sobald sie welche fanden.

### Nachkriegsgeschichte

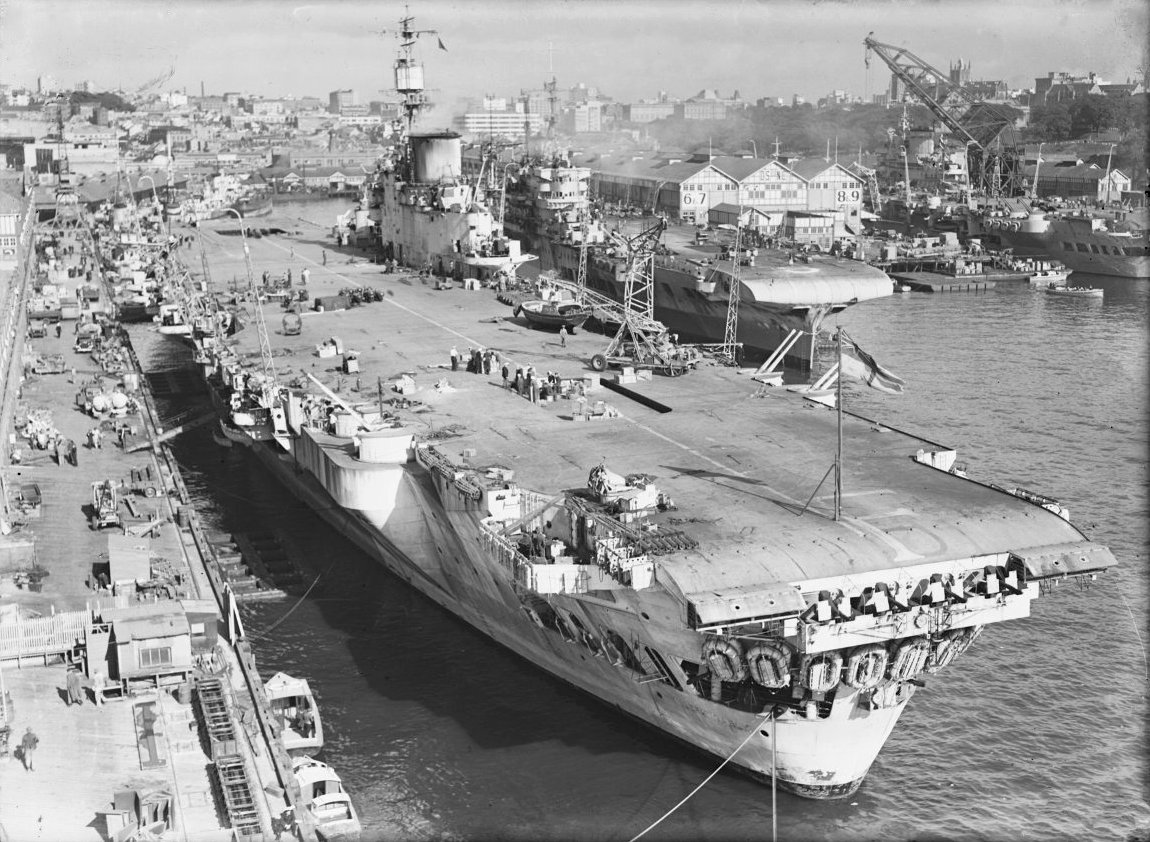
Indefatigable zur Überholung in Woolloomooloo/Sydney, 1945

Nach dem Einstellen dieser Aufklärungsmissionen fuhr die Indefatigable nach Australien, wo sie in Sydney überholt wurde und anschließend auf einer Promotionstour verschiedene Häfen in Australien, Neuseeland und Südafrika anlief und von den Regierungschefs und der Bevölkerung besichtigt werden konnte.

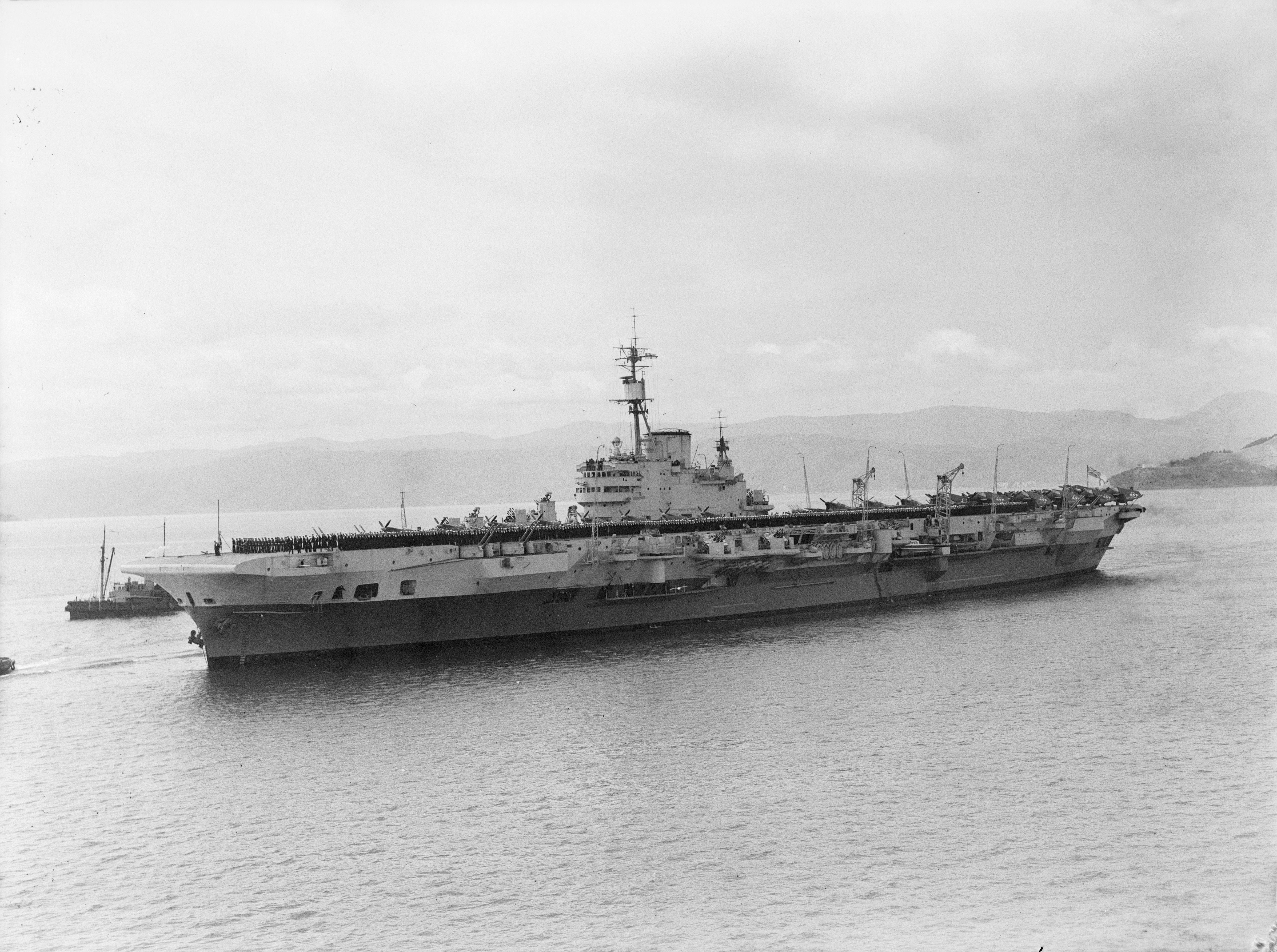
Indefatigable in Wellington Harbour im November 1945

Am 16. März erreichte die 1946 die Indefatigable die Marinebasis Portsmouth, wo sie zu einem Personentransporter umgebaut wurde, indem die Hangars für die Aufnahme von Passagieren geändert wurden. Am 25. April lief sie zu ihrer ersten Fahrt als Passagiertransporter in Richtung Australien aus. Bis zum November 1946 machte sie insgesamt noch fünf Transportfahrten nach Australien, Sri Lanka, Malta und als letzte Fahrt von Norfolk, Virginia mit Personal der Royal Navy nach Portsmouth. Im Dezember 1946 wurde der Träger in die Reserve versetzt.
Mitte 1949 entschied die Admiralität die Indefatigable wieder als Trainingsschiff in Dienst zu stellen. Am 30. August erreichte das Schiff die Marinebasis Devonport, um die nötigen Modifikationen vorzunehmen und am 28. Mai 1950 war das Schiff bereit. Am 28. Juni nahm sie die Probefahrten auf und am 3. Juli begann sie mit der Ausbildung. Sie wurde Teil der Home Fleet und nahm an deren Manövern und auch an der Flottenschau zur Krönung von Königin Elisabeth II am 15. Juni 1953 teil. Im Januar 1954 beschloss die Admiralität erneut, die Indefatigable in die Reserve zu versetzen und sie gab die Ausbildung an den Träger Ocean ab. Im Juni 1955 wurde sie zu dem schottischen Ort Gareloch geschleppt, im September 1956 zum Abwracken verkauft und in Faslane-on-Clyde verschrottet.

## Eingeschiffte Fliegerstaffeln
| Squadron                 | Aircraft operated                       | Embarked (from – to)                                            | Notes                    |
| ------------------------ | --------------------------------------- | --------------------------------------------------------------- | ------------------------ |
| 820. Naval Air Squadron  | Fairey Barracuda II Grumman TBF Avenger | 10. Juli 1944 – März 1946                                       | –                        |
| 826. Naval Air Squadron  | Fairey Barracuda II                     | 10. Juni – 7. August 1944 17.–26. September 1944                | –                        |
| 887. Naval Air Squadron  | Supermarine Seafire III                 | 6. Juli – 24. September 1944 21. November 1944 – 15. März 1946  | –                        |
| 888. Naval Air Squadron  | Grumman F6F Hellcat                     | 24. Dezember 1944 – 7. Januar 1945                              | Fotoaufklärungsversionen |
| 894. Naval Air Squadron  | Supermarine Seafire III                 | 24. Juli – 24. September 1944 21. November 1944 – 15. März 1946 | –                        |
| 1770. Naval Air Squadron | Fairey Firefly I                        | 18. Mai – 25. Juli 1944 7. August 1944 – 5. Juni 1945           | Aufgelöst                |
| 1772. Naval Air Squadron | Fairey Firefly I                        | 7. Juli 1945 – 10. März 1946                                    | Aufgelöst                |
| 1840. Naval Air Squadron | Grumman F6F Hellcat                     | 7. August – 1. September 1944                                   | –                        |